# غاري ماثيوز (سياسي)
غاري ماثيوز (بالإنجليزية: Gary Matthews)‏ هو سياسي أمريكي، ولد في 10 فبراير 1951 في مايلز سيتي في الولايات المتحدة. نشط حزبياً في الحزب الديمقراطي. وقد انتخب عضو مجلس نواب مونتانا.